# Rondo Ignacego Mościckiego w Warszawie
Rondo Ignacego Mościckiego w Warszawie (nazwa projektowa: Węzeł Marsa) – węzeł drogowy na Gocławku w Warszawie na skrzyżowaniu Trasy Siekierkowskiej z ulicami Płowiecką, Marsa i Ostrobramską.

## Opis węzła drogowego
Obecnie wykonane w pierwszej fazie budowy węzła oddane zostały estakady łączące Trasę Siekierkowską z ul. Płowiecką oraz ul. Płowiecką z ul. Ostrobramską.
Projekt węzła „Marsa” zakłada jeszcze wybudowanie w II fazie:
- ronda łączącego ul. Marsa, ul. Grochowską, Trasę Siekierkowską, ul. Płowiecką i ul. Ostrobramską (rondo czynne od jesieni 2010 r.)
- estakady nad rondem łączącej Trasę Siekierkowską
- przedłużenie lokalnej ul. Płowieckiej
- tunelu pod rondem między łącznicą – ul. Płowiecka-Rondo i ul. Grochowską
- budowę tunelu pod rondem między łącznicą – ul. Marsa-Rondo i ul. Grochowską
- budowę tunelu pod rondem między ul. Grochowską a łącznicą rondo – ul. Ostrobramską
- budowę tunelu pod rondem między łącznicą – Trasa Siekierkowska – rondo i rondo- ul. Płowiecka

oraz
- montaż ekranów akustycznych
- budowę chodników i ścieżek rowerowych

## Budowa – faza II

### Przetarg na budowę
15 października 2008 r. rozstrzygnięto przetarg na budowę węzła w którym zwyciężyło konsorcjum w składzie:
- Warbud S.A. (lider konsorcjum)
- Przedsiębiorstwo Robót Inżynieryjnych „POL-AQUA” S.A. (partner)
- EUROVIA POLSKA S.A. (partner)
- EUROVIA Verkehrsbau UNION GmbH (partner)

### Harmonogram prac
- rozpoczęcie budowy – wiosna 2009
- oddanie do użytku –

Złożona przez Konsorcjum oferta za wykonanie ww. prac przewidywała wynagrodzenie w wysokości 124.737.111,30 zł brutto.

### Przeszkody
Inwestycja długo nie mogła się zacząć z powodu protestu właścicieli położonego przy skrzyżowaniu komisu Bogdan-Car, którzy nie zgadzali się z wyceną działki zaproponowaną przez ratusz. W końcu urzędnicy zdecydowali się skorzystać z tzw. specustawy drogowej – właściciele komisu zostali zobowiązani do opuszczenia terenu do końca października 2008. W związku z licznymi wątpliwościami co do wyceny zgłaszanymi przez właściciela, co wpływa na wydłużenie procedur, wojewoda mazowiecki zapowiedział przejęcie terenu siłą. Ostatecznie 15 lutego 2009 właściciel komisu Bogdan Kaczmarczyk pod groźbą egzekucji komorniczej, zdecydował się przekazać miastu teren za odszkodowaniem.